# Shun’ichi Ikenoue
Shun’ichi Ikenoue (jap. 池ノ上 俊一, Ikenoue Shun’ichi; * 16. Februar 1967 in der Präfektur Gunma) ist ein ehemaliger japanischer Fußballspieler.

## Karriere

### Verein
Ikenoue spielte in der Jugend für die Osaka University of Commerce. Er begann seine Karriere bei Matsushita Electric, wo er von 1989 bis 1990 spielte. Danach spielte er bei Yokohama Flügels (1990–1993) und Tosu Futures (1994–1995). 1995 beendete er seine Spielerkarriere.

### Nationalmannschaft
Ikenoue wurde 1988 in den Kader der japanischen B-Fußballnationalmannschaft berufen und kam bei der Asienmeisterschaft 1988 zum Einsatz.